# Theodoros Kontidis
Theodoros Kontidis (in greco: Θεόδωρος Κοντίδης; Salonicco, 11 marzo 1956) è un arcivescovo cattolico e religioso greco, dal 14 luglio 2021 arcivescovo di Atene e amministratore apostolico di Rodi.

## Biografia
È nato a Salonicco, sede dell'omonimo vicariato apostolico, l'11 marzo 1956.

### Formazione e ministero sacerdotale
Dal 1974 ha studiato prima filosofia e poi teologia presso la Pontificia Università Gregoriana a Roma. Durante questo periodo è stato alunno del Pontificio collegio greco di Sant'Atanasio. Nel 1983 è entrato nella Compagnia di Gesù (gesuiti) e ha continuato a studiare teologia a Lovanio.
Il 9 ottobre 1988 è stato ordinato presbitero, nella chiesa del Sacro Cuore ad Atene, da Nikólaos Foskolos, arcivescovo di Atene.
Dopo ulteriori studi, ha conseguito la laurea in teologia presso il Centre Sèvres di Parigi.
È stato poi nominato vicario parrocchiale e successivamente parroco della parrocchia del Sacro Cuore di Gesù ad Atene. Nel 1995 ha emesso la professione solenne. È divenuto poi responsabile della pastorale vocazionale e superiore della comunità dei gesuiti ad Atene e direttore della casa di ritiro Manresa. Dal 2021 è stato parroco della parrocchia di Sant'Andrea a Patrasso.

### Ministero episcopale
Il 14 luglio 2021 papa Francesco lo ha nominato arcivescovo di Atene e amministratore apostolico dell'arcidiocesi di Rodi; è succeduto a Sevastianos Rossolatos, dimessosi per raggiunti limiti di età. Il 18 settembre ha ricevuto l'ordinazione episcopale, nella cattedrale di San Dionigi l'Areopagita ad Atene, dall'arcivescovo Sevastianos Rossolatos, co-consacranti gli arcivescovi Nikólaos Foskolos e Yannis Spiteris. Durante la stessa celebrazione prende possesso dell'arcidiocesi ateniese.
Dal 4 al 6 dicembre dello stesso anno ha accolto papa Francesco durante il viaggio apostolico a Cipro e in Grecia.
Dal 18 marzo 2025 è presidente del Santo Sinodo dei vescovi cattolici di Grecia.

## Genealogia episcopale
La genealogia episcopale è:
- Cardinale Scipione Rebiba
- Cardinale Giulio Antonio Santori
- Cardinale Girolamo Bernerio, O.P.
- Arcivescovo Galeazzo Sanvitale
- Cardinale Ludovico Ludovisi
- Cardinale Luigi Caetani
- Cardinale Ulderico Carpegna
- Cardinale Paluzzo Paluzzi Altieri degli Albertoni
- Papa Benedetto XIII
- Papa Benedetto XIV
- Papa Clemente XIII
- Cardinale Marcantonio Colonna
- Cardinale Giacinto Sigismondo Gerdil, B.
- Cardinale Giulio Maria della Somaglia
- Cardinale Carlo Odescalchi, S.I.
- Vescovo Eugène de Mazenod, O.M.I.
- Cardinale Joseph Hippolyte Guibert, O.M.I.
- Cardinale François-Marie-Benjamin Richard
- Cardinale Pietro Gasparri
- Arcivescovo Angelo Rotta
- Arcivescovo Giovanni Francesco Filippucci
- Vescovo Georges Xenopulos, S.I.
- Arcivescovo Ioánnis Perrís
- Arcivescovo Nikólaos Foskolos
- Arcivescovo Sevastianos Rossolatos
- Arcivescovo Theodoros Kontidis, S.I.

## Stemma e motto

### Blasonatura
Troncato; nel 1º d'oro, al chrismon accompagnato dalle lettere greche "Α" e "Ω", il tutto di rosso; nel 2º d'azzurro, alla stella a 7 raggi in cuore e due piccole fasce ondate in punta, il tutto d'argento.

### Motto
Il motto episcopale di monsignor Kontidis è "Παρακαλῶ ἀξίως περιπατῆσαι τῆς κλήσεως ἧς ἐκλήθητε", che significa "Vi esorto a comportarvi in maniera degna della vocazione che avete ricevuto" e si ispira alle parole di San Paolo al capitolo 4 della lettera agli Efesini.